# Амавроз
Амавро́з (греч. amauros "темный, слепой") — абсолютная (в редких случаях сильное ухудшение зрения) слепота, возникшая без видимых анатомических изменений в глазном яблоке.

## Причины появления
Причиной амавроза в большинстве случаев являются врождённые (врождённый амавроз) или приобретённые заболевания центральной нервной системы. Возможен амавроз вследствие функциональных расстройств, например, при истерии (истерический амавроз), потеря зрения в этом случае наступает внезапно, после психического аффекта.  Наиболее частой причиной амавроза становятся нарушения кровообращения в системе сонной артерии.
Нарушению зрения часто предшествует транзиторная (временная) ишемическая атака, инсульт, инфаркт мозга, микроэмболии сосудов холестериновыми бляшками или сгустками крови.
При нарушении кровообращения в области шеи или головы пациенты могут предъявлять жалобы на нарушение или изменение чувствительности в конечностях, снижение зрения, чувство ползания мурашек по лицу. Также могут быть и другие явления — парез лицевой мускулатуры, затруднения при глотании или разговоре, головные боли, тошнота, приливы к голове, иногда встречаются судороги, пятна перед глазами и зрительные галлюцинации.
Часто нарушение зрения происходит лишь с одной стороны, при этом появляются пятна перед глазами, выпадение полей зрения и снижение остроты зрения. Изредка при осмотре обнаруживается инфаркт сетчатки глаза, которая может привести к атрофии зрительного нерва. Однако такие изменения развиваются редко из-за богатой обходной сети кровообращения, которая компенсирует недостаток поступления крови к глазу по центральным сосудам.

## Некоторые типы амавроза
- Амавроз Лебера (МКБ-10 H53.0)
- Amaurosis fugax (МКБ-10 G45.3)